# (12493) Minkowski
(12493) Minkowski (1997 PM1) – planetoida z pasa głównego asteroid okrążająca Słońce w ciągu 5,63 lat w średniej odległości 3,16 j.a. Odkryta 4 sierpnia 1997 roku. Została nazwana na cześć niemieckiego matematyka, Hermanna Minkowskiego.